# Harald Kloser
Harald Kloser (Hard, 9 juli 1956) is een Oostenrijks filmcomponist.
Klosers werk als componist werd vooral internationaal bekend door de samenwerking met filmregisseur en producent Roland Emmerich. Hij maakte zijn debuut als filmproducent en scenrioschrijver in 2008. Zijn bekendste werken zijn onder meer The Day After Tomorrow, 10,000 BC en 2012.

## Filmografie
- 1988: Sternberg - Shooting Star
- 1990: Butterbrot
- 1990: Ach, Boris... (met Freddy Gigele)
- 1991: Requiem für Dominik (met Thomas Schobel)
- 1992: Die Abenteuer von Pico und Columbus (met Thomas Schobel)
- 1997: Der Unfisch (met Thomas Schobel)
- 1997: Magenta
- 1997: Quiet Days in Hollywood
- 1997: A Further Gesture (met Shaun Davey en John E. Keane)
- 1997: Comedian Harmonists (met Thomas Schobel)
- 1998: The Break
- 1999: The Thirteenth Floor
- 1999: The Venice Project (met Thomas Wanker)
- 1999: Nichts als die Wahrheit (met Thomas Wanker)
- 2000: Marlene (met Thomas Wanker)
- 2000: Eine Hand voll Gras (met Thomas Wanker)
- 2001: Der Tunnel (met Thomas Wanker)
- 2001: Feindliche Ubernahme - althan.com (met Thomas Wanker)
- 2004: The Day After Tomorrow
- 2004: Alien vs. Predator
- 2008: 10,000 BC (met Thomas Wanker)
- 2009: 2012 (met Thomas Wanker)
- 2011: Anonymous (met Thomas Wanker)
- 2013: White House Down (met Thomas Wanker)
- 2016: Independence Day: Resurgence (met Thomas Wanker)
- 2019: Midway (met Thomas Wanker)
- 2022: Moonfall (met Thomas Wanker)

## Overige producties

### Televisiefilms
- 1995: The O.J. Simpson Story
- 1995: Liebe in Hollywood
- 1996: If Looks Could Kill
- 1997: Die heilige Hure (met Thomas Schobel)
- 1997: 60 Minuten Todesangst (met Thomas Schobel)
- 1999: Florian - Liebe aus ganzem Herzen  (met Thomas Wanker)
- 2000: Deliberate Intent (met Thomas Wanker)
- 2000: Kiss Tomorrow Goodbye
- 2000: Ali: An American Hero (met Thomas Wanker)
- 2000: Fucht der Gwalt (met Thomas Wanker)
- 2001: And Never Let Her Go
- 2001: Crociati (met Thomas Wanker)
- 2002: Sins of the Father (met Thomas Wanker)
- 2002: Dracula (met Thomas Wanker)
- 2002: RFK (met Thomas Wanker)
- 2003: Rudy: The Rudy Giuliani Story
- 2006: Die Sturmflut (met Thomas Wanker)
- 2006: Dresden (met Thomas Wanker)

### Televisieseries
- 1991: Jolly Joker (1991 - 1992, met Thomas Schobel)
- 1995: Doe Parter (1995 - 1996, Thomas Schobel)

### Documentaires
- 2000: Hollywood Profile (documentaireserie, 3 afleveringen met Thomas Osterhoff)
- 2010: Udo Proksch: Out of Control
- 2014: Succès Fox
- 2016: Lotte Tobisch: Ansichten einer Grande Dame

### Korte films
- 1997: Marco at Work (met Thomas Schobel)
- 2001: Ice Cream Sundea (met Thomas Wanker)
- 2003: Im Labyrinth (met Thomas Wanker)
- 2006: Mad Lane

- Bibsys: 10042861
- Biblioteca Nacional de España: XX1085467
- Bibliothèque nationale de France: cb14110952t (data)
- Gemeinsame Normdatei: 134714423
- International Standard Name Identifier: 0000 0001 1438 8681
- Library of Congress Control Number: no2003035741
- MusicBrainz: 0ab89ff8-f54e-4459-9aaf-ac48ca42d424
- Nationale Bibliotheek van Tsjechië: xx0088557
- Nationale Bibliotheek van Israël: 987007457698005171
- Nationale Bibliotheek van Polen: a0000001257214
- SNAC: w68371r8
- Système universitaire de documentation: 075532654
- Virtual International Authority File: 17429672
- WorldCat: E39PBJk4BTRdWgDtPHwbq7y68C